# John Maxwell Coetzee
John Maxwell Coetzee (Cape Town, 9. veljače 1940.), južnoafrički književnik, prevoditelj i književni kritičar, dobitnik Nobelove nagrade za književnost 2003.

## Život i djelovanje
Rođen u obitelji Afrikanera nizozemskog podrijetla. Diplomirao je engleski i matematiku na Sveučilištu u Cape Townu. Doktorat stječe na Sveučilištu u Texasu (SAD). Predavao je englesku književnost u New Yorku (1968. – 1971.) i Cape Townu (1972. – 2002.). Nakon umirovljenja seli u Australiju, i predaje na Sveučilištu u Adelaideu. Od 1996. godine je član "Commitee of Social Thought" Sveučilišta u Chicagu.
U književnosti se javlja romanom Dusklands (1974.), a na međunarodnu pozornicu dospijeva romanom Čekajući barbare (Waiting for Barbarians, 1980.). Zaokuplja ga tema kolonizacije i njen utjecaj na pojedince i sredine u kojima žive. Gospodin Foe (1986.) je interpretacija romana Robinson Crusoe, u kojem ženski pripovjedač spoznaje da jezik može biti jednako uspješno sredstvo porobljavanja Drugoga kao i lanci.
U knjizi Doba željeza (1990.) izravno se bavi tadašnjim prilikama u Južnoafričkoj Republici. U Gospodin Petersburga referira na Dostojevskog i Rusiju 19. stoljeća, baveći se pitanjem književnosti u društvu. Sramota slojevito prikazuje nasilje zbog društvenih promjena nakon pada apartheida; u Južnoj Africi je izazvao negodovanje.
Coetzee je jedan od najodlikovanijih autora današnjice. Nagradu Booker dobio je 1983. za roman Život i doba Michaela K., i 1999. za roman Sramota, postavši prvi pisac koji je njome dvaput nagrađen.
Živi povučeno i izbjegava publicitet.

## Važnija djela
- "Sramota"[5]
- "Čekajući barbare"
- "Gospodin Foe"
- "Doba željeza[6]
- "Gospodin Petersburga"
- "Život i doba Michaela K."
- "Život životinja"
- "Dječaštvo"[7]
- "Elizabeth Costello"[8]
- "Mladost"[9]
- "Summertime"[10]

## Vanjske poveznice
- (engl.) Alison Flood, JM Coetzee's official biography to hit shelves this summer, Guardian, 21. ožujka 2013.
- (hrv.) Božidar Alajbegović, Coetzee bespoštedan u samokritici: Memoarsko troknjižje nobelovca, Vijenac, 6. studenog 2011.  Arhivirana inačica izvorne stranice od 7. studenoga 2017. (Wayback Machine)